# Vladimir Roubaïev
Vladimir Roubaïev ou les Provinces de l'irréel est un roman de Serge Lentz paru en 1985 aux éditions Robert Laffont et ayant reçu le Prix Interallié la même année.

## Éditions
- Vladimir Roubaïev, Éditions Robert Laffont, 1985  (ISBN 2-221-04847-4).